# Відкриття небес
«Відкриття небес» (нід. De ontdekking van de hemel) — роман нідерландського письменника Гаррі Муліша, опублікований у жовтні 1992 року. Твір,  налічує в оригіналі 936 сторінок, часто характеризується як magnum opus Муліша. Роман було переведено  тринадцятьма мовами й багаторазово перевидано.

## Анотація до роману
Роман розповідає про дружбу двох чоловіків середніх років — астронома Макса Деліуса та лінгвіста Онно Квіста, які потрапили в складну життєву ситуацію, що супроводжується низкою трагічних подій і закінчується поверненням кам'яних скрижалей з десятьма заповідями на небеса. І цим скасовується біблійний заповіт між Богом і людьми. З типовим для нього гумором, Гаррі Муліш демонструє свої енциклопедичні знання, своє неповторне мислення та погляди, та водночас змальовує суспільство Нідерландів з 1960-х до 1980-х років. Розповідь оформлена як докладний переказ подій, звіт, який один з ангелів віддає іншому. У романі існує додатковий оповідний рівень: два ангели контролюють і коментують одночасно життя двох голландських друзів. Жителі землі ще не знають, що вони є частиною божественного плану, який має на меті зламати заповіт між Богом і людьми.

## Сюжет та дійові особи

### Персонажі
Загалом роман розповідає про життя чотирьох персонажів, які йдуть своїми шляхами, але пов'язані один з одним:

#### Макс Деліус
Астроном і бабій. Син єврейської матері та нацистського офіцера. Народився 27 листопада 1933 року, бореться з націонал-соціалістичною спадщиною своєї сім'ї: його батько зрадив свою дружину, мати Макса, та її родину й приєднався до націонал-соціалістів. Саме він несе відповідальність за переміщення всієї родини до концтабору. Як професійна діяльність Макса, так і його внутрішнє життя просякнуті естетикою та компульсивними організаційними принципами. Ставлення до жінок спочатку здається хаотичним, але потім стає зрозуміло, що він керується твердим правилом: у нього кожного дня має бути жінка, і кожного разу — інша. Завдяки своїй гарній зовнішності та вишуканому стилю життя, він має успіх. Оскільки Макс був зачатий у той же день, що й Онно Квіст, він міцно пов'язаний із цим принципово йому протилежним чоловіком та укладає з ним глибоку дружбу. Приятелювання двох чоловіків буде затьмарено витівкою Макса з Адою, з якою він мав короткий зв'язок, перш ніж вона зійшлася з його другом Онно. Докори совісті та сумніви щодо батьківства дитини, яку народжує Ада, зникають лише з роками, коли у Макса затверджується переконання, що Квінтен, через його видатні здібності, може бути тільки дитиною Онно. У 1980-х роках Макса вб'є метеорит, і він таким чином не зможе оприлюднити головне наукове відкриття свого життя.

#### Онно Квіст
Онно ріс як «enfant terrible» (вередливе дитя) у шановній консервативній сім'ї політиків. Від природи він дуже обдарована людина. Онно володіє неабиякою здібністю до промов, але він цим зовсім не користується, щоб забезпечити собі гідне буття, а живе в повному хаосі в підвальній квартирі. Його найбільша пристрасть — це розгадки стародавніх писань. Зустріч з Максом Деліусом докорінно змінює його життя: відносини з його старою подругою Хельгою через це руйнуються. Онно з Максом проводять разом багато часу. Вони дискутують на теми науки, релігії, філософії й політики, міркують, як два інтелектуали, про Бога та світ. І попри те, що вони знаходяться на одній хвилі, їхні погляди багато в чому розходяться. Через Макса Деліуса Онно знайомиться з лівим студентським рухом і стає політично активним. Завдяки йому ж він знайомиться з Адою Бронс, яка стає незабаром його дружиною. Після знайомства з Максом Онно заходить зі своїми лінгвістичними амбіціями в глухий кут, повертається до сімейної традиції та робить кар'єру в політиці. Але політично він не прогресує і зрештою вирішує зникнути з арени політичних дій.

#### Ада Бронс
Віолончелістка та дочка книготорговця є сполучною фігурою між Максом та Онно, з якими її пов'язують складні любовні стосунки. Вона має порівняно короткі відносини з Максом, адже цей моногамний етап його життя не вдається у зв'язку з тим, що для Макса дружба з Онно важливіша, ніж стосунки з Адою. Зрештою вона залишається з Онно та привносить у життя лінгвіста відносний порядок. Під час спільного перебування на Кубі Ада має любовні стосунки як з Максом, так і з Онно, і в цей час вона вагітніє Квінтеном. Тому залишається загадкою те, хто є справжнім батьком дитини. Ще під час вагітності Ада потрапляє в автомобільну аварію і впадає в кому. Дитина вижила та народилася через кесарів розтин. Ада так і не виходить з коми та йде з життя через 17 років завдяки своїй матері Софії.

#### Квінтен Квіст
Оскільки в Онно через його політичну діяльність немає часу, щоб піклуватися про Квінтена, він приймає пропозицію Макса та Софії (бабусі Квінтена, матері Ади), які хочуть ростити дитину разом. Софія старша за Макса лише на десять років. Вона поєднує в собі непоєднуване: вдень вона теща друга Макса, а вночі вона приходить до нього як таємнича коханка. Це подвійне життя, яке триває сім років, — другий етап моногамії в житті Макса.
Квінтен — незвичайна дитина. Він не тільки виглядає як янгол, але й відрізняється неймовірним інтелектом, допитливістю та особливим сприйняттям дійсності. Однак успіх і друзів він знаходить не в школі, а в родинах, які живуть з ним в одному будинку: вони для нього — і вчителі, і суспільство. У віці 17 років він достроково покидає школу та відправляється на пошуки свого зниклого батька, якого нарешті випадково знаходить перед Пантеоном у Римі. Там він виконує те завдання, задля якого переплелися нитки долі трьох головних героїв: він разом із батьком Онно краде з Санкта-Санкторум дві скрижалі з Десятьма Заповідями. Вони біжать зі скрижалями до Єрусалиму, де Квінтен знищує їх на єрусалимській Храмовій горі. Таким чином руйнується зв'язок між небом і землею. Янголи виконали завдання свого «шефа» за допомогою обраної людини. Людський світ має тепер пакт лише з сатаною.

### Структура та дія роману
Твір складається з чотирьох частин.

#### «Початок початку»
У першій частині, «Початок початку», Макс та Онно стають кращими друзями й проводять багато часу в розмовах про політику, історію та філософію. У 1967 році німфоман Макс закохується в молоду віолончелістку на ім'я Ада Бронс, але їхні стосунки припиняються, коли той намагається дізнатися про історію своїх батьків. У цей час Онно закохується в Аду та без заперечень із боку Макса вступає з нею в серйозні стосунки. Волею долі (або за планом янгола) всі троє опиняються на революційній Кубі, де Ада має виступити з концертом. Одного разу ввечері, коли вдова одного кубинського військового спокушає Онно, Макс з Адою проводять час на пляжі. Розслабившись, вони займаються сексом, але ніколи не розповідають про це Онно, який також зберігає мовчання про свою зраду. Повернувшись у готель, Ада спокушає Онно та спить із ним.

#### «Кінець початку»
Повернувшись до Нідерландів, у другій частині роману «Кінець початку», Ада дізнається про вагітність і, хоча розуміє, що не зможе визначити батька дитини, виходить заміж за Онно, впевненого, що Ада виношує його дитину. Макса мучать сумніви, але він не подає вигляду та запрошує друзів відвідати його в новій обсерваторії. Вночі під час бурі Макс везе молодят у лікарню до батька Ади, але дорогою на їхній автомобіль падає дерево, переламавши Аді хребет. У лікарні Ада впадає в кому. Макс, який приїхав до матері Ади, Софії Бронс, щоб розповісти про нещасний випадок, залишившись переночувати у вдови, починає з нею таємний роман. Лікарям вдається врятувати дитину, але Онно, заглиблений у політику, змушений зізнатися, що без Ади він не в змозі виховати сина. Макс, трохи заспокоєний тим фактом, що Квінтен — надзвичайно гарна дитина зі світлими блакитними очима — не схожий ні на нього, ні на Онно, пропонує Софії разом виховувати сина свого найкращого друга. Тим самим він допомагає Онно та має можливість продовжити свої відносини з Софією, бабусею Квінтена.

#### «Початок кінця»
У третій частині роману, «Початок кінця», розповідається про дитинство й молодість Квінтена. Він росте з Максом і Софією. Ада все ще в комі, Макс заглиблюється в астрономію, а Онно, який лише зрідка навідує свого сина, — у політику. Квінтен знову й знову бачить один і той самий сон — він знаходиться в дивній архітектурній споруді, яку називає «фортецею», і яка здається йому «центром всесвіту». Політична кар'єра Онно закінчується в той день, коли в кулуарах влади дізнаються про його візит на революційну Кубу. У цей же день грабіжник вбиває його супутницю життя, що занурює його в глибокий відчай. Онно пише прощальні листи Максу, Квінтену й Софії та їде невідомо куди. Макс, що припинив свої відносини з Софією після того, як одного разу вони були помічені Квінтеном, проводить багато часу зі своєю новою подругою. Одного разу ввечері, раз у раз обдумуючи незрозумілі результати спостережень в обсерваторії, Макс знаходить пояснення аномалії, що знаходиться з іншого боку точки великого вибуху. Натяк на назву роману залишається натяком, тоді як на Землю падає метеорит і забирає життя Макса, який так і не встиг поділитися своєю теорією.

#### «Кінець кінця»
У завершальній частині твору під назвою «Кінець кінця» Квінтен, будучи 16-річним юнаком, вирішує кинути школу та відправитися на пошуки свого батька. Прибувши до Риму, він випадково зустрічає Онно, що переніс інфаркт і веде життя відлюдника. Обидва раді зустрічі та проводять багато часу в музеях столиці. Онно охоче ділиться з Квінтеном своїми знаннями про історію та міфологію, відтак хлопчик захоплюється думкою про те, що в будівлі Латеранської базиліки зберігаються кам'яні скрижалі з десятьма заповідями, які були викрадені римлянами зі святої землі й заховані в Санкта-Санкторум. Умовивши батька допомогти йому викрасти їх, Квінтен проникає вночі в базиліку. Дійсно, у капелі вони знаходять дві кам'яні плити, схожі на скрижалі Мойсея. Батько та син швидко покидають Італію та летять до Єрусалима. Дорогою Онно пояснює Квінтену можливі наслідки розголошення їхньої знахідки, але той вперто вірить, що керується якоюсь вищою силою. Прибувши до Ізраїлю, вони відвідують декілька пам'яток, зокрема Храмову гору. Квінтена не покидає відчуття, що скрижалі є частиною Каменю Підстави, на якому побудовано мусульманський монумент. Онно ж вважає впертість сина нав'язливою ідеєю. В одному з кафе міста Онно випадково спостерігає за жінкою похилого віку, яка говорить нідерландською та носить татуювання з номером колишнього в'язня концтабору. Він розуміє, що незвичайно блакитний колір її очей схожий із кольором очей Квінтена, та все більше переконується, що він бачив матір Макса, що пережила Освенцим. Усвідомивши це, він пригадує ту фатальну ніч у Гавані й те, що Макс і Ада були разом на пляжі. Ця думка шокує Онно, але він вирішує не розповідати Квінтену про те, що він, можливо, є сином Макса. Поки Онно збирається з думками та відпочиває, з Квінтеном відбувається щось дивне. Як і у його старому сні про «фортецю», весь світ завмирає, і він, взявши скрижалі, відправляється на Храмову гору. Досягнувши мети, Квінтен впускає плити, і вони розбиваються вщент. Уся сцена супроводжується неземним сяйвом, що поглинає й уламки, і самого хлопця.
Відпочивши, Онно шукає Квінтена, але не знайшовши ні юнака в його номері готелю, замкненому зсередини, ні скрижалей, вперше після свого від'їзду дзвонить Софії й розповідає про те, що трапилося. Та ж своєю чергою повідомляє Онно, що сама таємно зробила Аді евтаназію, оскільки та, так і не вийшовши з коми, тяжко хворіла на рак матки вже протягом багатьох років. З Онно трапляється другий інфаркт.
В епілозі, тоді як один янгол задоволений розвитком подій і вважає завдання виконаним, інший — не готовий кидати людство напризволяще й обурюється результатом «роботи».

## Екранізація
У 2001 році нідерландський режисер Єрун Краббе екранізував роман Муліша. Головну роль (Онно) у фільмі зіграв відомий британський актор Стівен Фрай, а роль Квінтена була виконана Нілом Ньюбоном. У фільмі опущено довгі пасажі про дружбу Макса й Онно, а також про дитинство Квінтена, а сюжетна лінія трохи драматизована.

## Визнання
Роман був удостоєний багатьох премій, зокрема «Nieuwe prijs van de Nederlandstalige literaire kritiek», «Multatuliprijs» і «Mekka-prijs».

11 березня 2007 року роман «Відкриття небес» у межах акції голландської газети NRC Handelsblad було визнано найкращим голландськомовним романом усіх часів.